# Actenoides princeps
Actenoides princeps, conhecida comomartim-caçador-da-celebes ou guarda-rios-escamado é uma espécie de ave da família Alcedinidae . É endémica da Indonésia. Os seus habitats naturais são: regiões subtropicais ou tropicais húmidas de alta altitude.